# Klabund
Klabund, pseudonimo di Alfred Henschke (Crossen an der Oder, 4 novembre 1890 – Davos, 14 agosto 1928), è stato uno scrittore e poeta tedesco.

## Biografia
Nato nella città di Crossen an der Oder (oggi Krosno Odrzańskie, in Polonia), figlio di un farmacista, a sedici anni contrasse la tubercolosi. I medici, tuttavia, inizialmente gli diagnosticarono una polmonite e la malattià accompagnò poi tutta la breve esistenza di Klabund.
Dopo il diploma al liceo classico di Francoforte sull'Oder (1909), si trasferì a Monaco di Baviera per studiare chimica e farmacia, ma ben presto cambiò entrambi i corsi di studio con filosofia, filologia e teatro, dividendosi tra le università di Monaco, Berlino e Losanna. Nel periodo a Monaco fu allievo di Artur Kutscher e conobbe Frank Wedekind.
Nel 1912 interruppe gli studi e pubblicò - scegliendo lo pseudonimo Klabund - la prima opera (Celestina). Scelse lo pseudonimo, che in alcune zone della Germania è un cognome piuttosto comune, fondendo le parole Klabautermann e Vagabund (vagabondo): sull'esempio di Peter Hille si considerava infatti un poeta vagabondo.
Nel 1913 uscì la prima raccolta di poesie (Morgenrot! Klabund! Die Tage dämmern!) e cominciò a pubblicare su alcune riviste (PAN, Jugend, Simplicissimus). Nel 1914 entrò a far parte della redazione della rivista Die Schaubühne (che nel 1918 diverrà Die Weltbühne).
Come molti scrittori, salutò lo scoppio della prima guerra mondiale con favore e fervore (scrisse anche una serie di poesie patriottiche), ma non fu accettato come volontario a causa della malattia di cui soffriva. Fu anzi costretto a passare sempre più tempo in sanatori svizzeri, dove cominciò a interessarsi alla letteratura orientale e a tradurla in tedesco.
Nel corso della guerra, tuttavia, la sua posizione cambiò, e si adoperò affinché il conflitto fosse fermato. Nel 1917 la Neue Zürcher Zeitung pubblicò una sua lettera aperta a Guglielmo II di Germania in cui chiedeva all'imperatore tedesco di abdicare, in seguito alla quale fu processato per tradimento e lesa maestà. Entrò poi, sempre in Svizzera, nella cerchia di René Schickele, e della sua rivista pacifista Weiße Blätter.
Nel 1918 sposò Brunhilde Heberle, conosciuta in sanatorio, che però morì pochi mesi dopo a causa delle complicazioni successive a un parto prematuro. Il bambino le sopravvisse solo quattro mesi, morendo il 17 febbraio 1919. In quello stesso anno Klabund pubblicherà la sua opera in prosa più celebre Bräcke.
Nel 1920 dedicò all'amica e musa Marietta di Monaco il romanzo breve Marietta.
Nel 1923 si risposò, con l'attrice Carola Neher. Due anni più tardi scrisse un pezzo teatrale Der Kreidekreis, tratto da un poema cinese, che gli diede grande notorietà. Negli anni successivi scrisse anche per il cabaret, ma ancora più successo per il grande pubblico ebbero le opere popolari scritte per i cantastorie.
Durante un viaggio in Italia nel 1928 si ammalò di polmonite che, unita alla mai risolta tubercolosi, lo ridusse in fin di vita. Trasportato a Davos, morì poco dopo il suo arrivo. Fu seppellito a Crossen, dove l'amico Gottfried Benn tenne l'elogio funebre.

## Opere

### Romanzi, romanzi brevi, storia della letteratura
- Celestina. Ein Buch Alt-Crossener Geschichten, 1912
- Klabunds Karussell. Schwänke, 1914
- Der Marketenderwagen. Ein Kriegsbuch 1916
- Moreau. Roman eines Soldaten, 1916 (trad. it.: Moreau, 1930)
- Die Krankheit, 1917
- Mohammed. Der Roman eines Propheten, 1917
- Bracke. Ein Eulenspiegel-Roman, 1918
- Marietta. Ein Liebesroman, 1920
- Erotic Stories - Storie erotiche., 1920, Nuova edizione italiana , 2021
- Heiligenlegenden, 1921
- Franziskus. Ein kleiner Roman, 1921
- Kunterbuntergang des Abendlandes. Grotesken, 1922
- Spuk. Roman 1922
- Der letzte Kaiser, 1923
- Pjotr. Roman eines Zaren, 1923
- Störtebecker, 1926
- Borgia. Roman einer Familie, 1928 (trad. it.: Borgia. Romanzo d'una famiglia, 1930, trad. di Mario Benzi )
- Rasputin 1928/29
- Roman eines jungen Mannes, 1929

### Poesie
- Morgenrot! Klabund! Die Tage dämmern!, 1913
- Soldatenlieder, 1914
- Kleines Bilderbuch vom Kriege, 1914
- Dragoner und Husaren, 1916
- Die Himmelsleiter, 1916
- Der Leierkastenmann, 1917
- Irene oder die Gesinnung. Ein Gesang, 1917
- Die kleinen Verse für Irene, 1918
- Der himmlische Vagant, 1919
- Montezuma, 1919
- Hört! Hört! 1919
- Dreiklang, 1919
- Die Sonette auf Irene, 1920 (più tardi ripubblicato col titolo Totenklage, 1928)
- Der Neger, 1920
- Das heiße Herz. Balladen, Mythen, Gedichte, 1922
- Gedichte, 1926
- Ode an Zeesen, 1926
- Die Harfenjule, 1927

### Teatro
- Hannibals Brautfahrt, 1920
- Die Nachtwandler, 1920 (?)
- Der Kreidekreis, 1925
- Das lasterhafte Leben des weiland weltbekannten Erzzauberers Christoph Wagner, 1925
- XYZ. Spiel zu Dreien, 1928

### Adattamenti e traduzioni
- Dumpfe Trommel und berauschtes Gong. Nachdichtungen chinesischer Kriegslyrik 1915
- Li tai-pe, 1916
- Das Sonngedicht des persischen Zeltmachers. Neue Vierzeiler nach Omar Khayyâm 1916/17
- Die Geisha O-sen. Geisha-Lieder. Nach japanischen Motiven, 1918
- Der Feueranbeter. nachdichtungen des Hafis, 1919
- Mensch, werde wesentlich! Laotse. Sprüche, 1920
- Das Blumenschiff. Nachdichtungen chinesischer Lyrik, 1921
- La Rochefoucauld - Gedanken der Liebe, 1922/23
- Der junge Aar. (L'Aiglon.) Drama in sechs Akten, 1925